# Nina Ivanišin
Nina Ivanišin est une actrice slovène née en 1985 à Maribor (Slovénie, ancienne Yougoslavie).
Ivanišin sort diplômée de l'Académie de théâtre, radio, film et télévision de Ljubljana (slovène : Akademija za gledališče, radio, film in televizijo v Ljubljani) en 2008. Elle tient son premier grand rôle dans le film Slovenian girl (Slovenka) de Damjan Kozole. Le film est montré en avant-première au Festival international du film de Toronto. Ivanišin obtient le prix d'interprétation féminine à la Mostra de Valence 2009, au Festival de cinéma européen des Arcs 2009, ainsi qu'au festival Cinessonne 2010.
Elle joue en 2010 dans deux films : Naj ostane med nama (Just between us à l'international) de Rajko Grlić et Piran-Pirano de Goran Vojnović. Nina est mariée à l'acteur slovène Klemen Janežič, dont elle a une fille (née en 2021). 